# 도키 요리타카
도키 요리타카(일본어: 土岐頼殷, 1642년 9월 26일 ~ 1722년 10월 31일)는 에도 시대의 다이묘로, 가미노야마번의 2대 번주, 노오카 번주, 다나카번의 초대 번주이다. 가미노야마 번의 초대 번주인 도키 요리유키의 서장자로 태어났다. 간에이 18년에 태어났다고도 한다. 통칭은 효부(兵部)이며, 관위는 종4위하, 단고노카미, 이요노카미이다.
간분 7년(1667년) 12월, 종4위하, 단고노카미에 서임되었다. 적출인 동생 요리나가가 행실이 나쁘고 병약하여 폐적됨에 따라, 엔포 6년(1678년) 5월 27일에 세자가 되었고, 같은 해 8월 16일에 아버지가 은거하여 그 뒤를 이어 가미노야마 번의 2대 번주가 되었다. 다만 서출이기 때문이었는지 증조부 이래로 이어져오던 야마시로노카미 직은 받지 못하였다. 겐로쿠 3년(1690년) 12월에 소샤반에 임명되었고, 겐로쿠 4년(1691년) 1월에는 오사카성주 대행에 임명되어, 관계된 영지 1만 석을 추가받아 3만 5천 석의 다이묘가 되었다. 겐로쿠 5년(1692년) 2월 25일, 에치젠노쿠니 노오카 번으로 이봉되었다. 이후 쇼토쿠 2년(1712년) 스루가 다나카 번으로 옮겨갔고, 이듬해 7월, 맏아들 요리토시에게 가문을 계승하게 하고 은거하였다. 교호 7년(1722년)에 81세의 나이로 사망하였다.
| 전임 도키 요리유키 | 제2대 가미노야마번 번주 (도키가) 1678년 ~ 1692년 | 후임 가나모리 요리토키 |

|  | 노오카 번 번주 (도키가) 1692년 ~ 1712년 | 후임 폐번 |

| 전임 나이토 가즈노부 | 제1대 다나카번 번주 (도키가) 1712년 ~ 1713년 | 후임 도키 요리토시 |

| 전임 마쓰다이라 노부오키 | 제19대 오사카 조다이 1691년 ~ 1712년 | 후임 나이토 가즈노부 |